# باولا غرين (كاتبة)
باولا غرين (بالإنجليزية: Paula Green)‏ هي كاتِبة وشاعرة نيوزيلندية، ولدت في 1955 في أوكلاند في نيوزيلندا.